# ベッシー・ビアティー
- ベッシー・ビアティー
- ベッシー・ビーティー

エリザベス・メアリー・「ベッシー」・ビアティー (Elizabeth Mary "Bessie" Beatty、1886年1月27日 - 1947年4月6日) は、アメリカ合衆国のジャーナリスト、編集者、劇作家、ラジオパーソナリティである。

## 幼少期と教育
エリザベス・メアリー・「ベッシー」・ビアティーは、アイルランドからの移民夫婦であるトーマスとジェーン・ボックスウェル・ビアティー夫妻の4人の子どもの一人としてロサンゼルスで生まれ、そこで育った。ロングビーチでの子ども時代、赤十字への募金を集めるために子どもショーに出演し、姉妹と共に舞台に立った。オクシデンタル大学に入学したが、卒業はしなかった。

## 経歴
彼女が最初に記者として仕事をしたのは、大学在学中に得た『ロサンゼルス・ヘラルド紙』での仕事だった。1907年から1917年までは『サンフランシスコ夕刊紙』で「余白にて」と題するコラムを連載していた。ネバダ州で鉱山労働者のストライキの記事を取材していた時には、『ネバダ人名録』を執筆出版した。1917年には、ジャーナリスト仲間のレタ・チャイルド・ドール、アルバート・リス・ウィリアムズ、ルイーズ・ブライアント、ジョン・リードと共に、ロシアを旅行した。そこで彼女はレフ・トロツキーと共にロシア女性大隊のメンバーにインタビューしたが、その勇気と力強さに大きな感銘を受けた。その時の旅行について彼女は『ロシアの赤い心臓』という本を1918年に出版した。「私は偉大な時を過ごし、それが偉大だと知った」とロシアでの体験について書いている。
ビアティーは生涯の多くをフリーランスのジャーナリストとして働いた。1918年から1921年まで女性誌『マッコールズ』の編集長だった。彼女は国際ペンクラブのアメリカ事務局長も務めた。1932年には小説家ジャック・ブラックと共著で戯曲『ジャンボリー』を書き、短期間だがブロードウェイ劇場で上演された。1940年から没するまで、ニューヨークの人気ラジオ・ショーの司会を務め、彼女の司会ぶりは『タイム誌』で「何でも知ってる彼女」と紹介された。第二次世界大戦中は、彼女のショーで戦争債権を30万ドル販売し、1943年には「芸術と産業の国際女性博覧会」で、年間ラジオ賞を受賞した。
活動家として、彼女はフェミニストグループ「ヘテロドキシー」のメンバーだった。1912年に『新規有権者のための政治入門』を書いたが、これは新たに参政権を得たカリフォルニアの女性たちのための小冊子だった。1919年には『ボルシェヴィキのプロパガンダ』についての上院公聴会で証言した。

## 私生活
ビアティは俳優のウィリアム・サウターと1926年に結婚した。彼らはロサンゼルスに住み、後にニューヨークへ引っ越した。彼らの飼っていた2匹のテリア犬「ビッディとテリー」は、ビアティのラジオ番組で頻繁に言及され、ファンレターも届いた。ビアティは1947年4月、突然の心臓発作により61歳で没した。翌日には追悼番組が放送された。